# ادگار نورتون
ادگار نورتون (انگلیسی: Edgar Norton; ۱۱ اوت ۱۸۶۸ – ۶ فوریهٔ ۱۹۵۳) بازیگر اهل ایالات متحده آمریکا بود.
از فیلم‌ها یا برنامه‌های تلویزیونی که وی در آن نقش داشته‌است می‌توان به دختر دراکولا، قضیه پاراداین، داستانهای منهتن، دکتر جکیل و آقای هاید، پسر فرانکشتاین، امشب عاشقم باش، مونتکارلو، ما دوباره زندگی می‌کنیم، جلوه عشق، خانه هفت شیروانی، و دو-بری، بانوی عشق اشاره کرد.